# Гордей, Дмитрий Фёдорович
Дмитрий Фёдорович Гордей (укр. Дмитро Федорович Гордей; 24 сентября 1960, Боровцы,Черновицкая область) — советский и украинский футболист, полузащитник. Позже — тренер.
Сын Андрей, также футболист.

## Биография
В 1979 году начал карьеру футболиста в полтавском «Колосе», который выступал во Второй лиге СССР. Там он играл на протяжении трёх лет и провёл более шестидесяти матчей в составе команды. Сезон 1982 года отыграл в стане киевского СКА из Первой лиги, который по итогам покинул турнир. В 1983 году играл за любительскую «Звезду» из города Лубны. В следующем году присоединился к черновецкой «Буковине» из Второй лиге, где стал игроком основного состава. Приглашался в стан в стан московского «Торпедо» Валентином Ивановым. В 1986 году играл за любительский «Кристалл» из Чорткова. С 1987 года по 1988 год являлся игроком тернопольской «Нивы», с которой становился серебряным призёром Второй лиги СССР, однако игроком основы он не являлся.
Позже вновь играл за чортковский «Кристалл», дрогобыченскую «Галичину» и черновицкую «Ладу». В 1992 году сыграл в одном матче Второй лиги Украины за «Днестр» из города Залещики. Продолжил выступления в черновицкой «Ладе» в любительском чемпионате Украины. В 1993 году выступал в чемпионате Молдавии за «Нистру» (Отачь). Затем, после непродолжительного выступления за «Ладу», играл в молдавской «Вилии» из Бричан. В сезоне 1993/94 вместе с «Ладой» стал серебряным призёром любительского чемпионата Украины, а с 19 забитыми мячами стал лучшим бомбардиром в своей группе. После этого, команда продолжила выступления в Третьей лиге Украины. В 1994 году вновь выступал за «Ладу» и «Буковину». Завершил карьеру футболиста в любительских черовецких командах «Мебельщик» и «Университет».
По окончании карьеры футболиста перешёл на работу детского тренера. Являлся тренером в детско-юношеской школе «Буковины». Там среди его воспитанников были Богдан Скибинский, Дмитрий Мельничук, Денис Олейник и Руслан Ивашко. В 2004 году, вместе с Николаем Гафийчуком, привёл своих подопечных к победе в первой лиге детско-юношеского футбольной лиги Украины.
В 2012 году являлся тренером «Ротора» из села Слобода, который выступал в областном чемпионате. Затем, тренировал ДЮСШ № 1. В 2017 году вместе с командой стал победителем турнира Иванковская весна.
Принимал участие играх ветеранских команд «Грик-Буковина» на мемориале Виктора Максимчука в 2011 году и в 2012 году на Мемориале Николая Гнепы.

## Достижения
- Серебряный призёр Второй лиги СССР: 1987

## Статистика
| Сезон   | Клуб                | Лига               | Чемпионат | Чемпионат | Кубок | Кубок |
| Сезон   | Клуб                | Лига               | Игры      | Голы      | Игры  | Голы  |
| ------- | ------------------- | ------------------ | --------- | --------- | ----- | ----- |
| 1979    | Колос (Полтава)     | Вторая лига        | 18        | 2         |       |       |
| 1980    | Колос (Полтава)     | Вторая лига        | 32        | 4         |       |       |
| 1981    | Колос (Полтава)     | Вторая лига        | 19        | 6         |       |       |
| 1982    | СКА (Киев)          | Первая лига        | 16        | 1         |       |       |
| 1984    | Буковина            | Вторая лига        | 31        | 7         |       |       |
| 1985    | Буковина            | Вторая лига        | 38        | 7         |       |       |
| 1987    | Нива (Тернополь)    | Вторая лига        | 5         | 1         |       |       |
| 1988    | Нива (Тернополь)    | Вторая лига        | 8         | 2         | 2     | 0     |
| 1991    | Галичина (Дрогобыч) | Вторая лига        | 2         | 0         |       |       |
| 1992/93 | Днестр (Залещики)   | Вторая лига        | 1         | 0         |       |       |
| 1992/93 | Нистру (Отачь)      | Чемпионат Молдавии | 4         | 2         | ?     | 2     |
| 1993/94 | Вилия (Бричаны)     | Чемпионат Молдавии | 13        | 4         |       |       |
| 1994/95 | Лада (Черновцы)     | Третья лига        | 9         | 5         | 2     | 2     |
| 1994/95 | Буковина            | Первая лига        | 10        | 3         |       |       |